# Rottehullet
Rottehullet er et fiktivt værtshus på Christianshavn i den danske tv-serie Huset på Christianshavn, der blev sendt første gang fra 1970-1977 på DR1.
Rottehullet drives af Emma (spillet af Bodil Udsen) og stedet er et centralt sted i serien, da stamgæsterne bl.a. tæller seriens primære karakterer (flyttemand Olsen, dyrehandler Clausen, assistent Egon, vicevært Meyer) og sidder her og får en øl eller snapse og snakker. 
Udendørsscenerne til serien foregik på Amagergade foregik i gaden på Christianshavn, mens de indendørs scener blev optaget i Nordisk Films filmstudier i Valby.